# NFC Este
La NFC Este es una de las divisiones de la National Football Conference (NFC), que forma parte de la National Football League (NFL). Actualmente tiene cuatro equipos: Dallas Cowboys, New York Giants, Philadelphia Eagles y Washington Commanders.
La división fue creada en 1967 con el nombre de National Football League Capitol Division, la cual también fue conocida como la Capitol Division o División Capitol después de la fusión de la AFL-NFL en 1970, también incluía a los St. Louis Cardinals. Los Cardinals siguieron jugando en esta división hasta 2002 cuando fueron trasladados a la NFC Oeste.
Aunque St. Louis, anteriormente casa de los Rams, está geográficamente más al este que Dallas, los Cowboys permanecieron en la NFC Este y los Rams se quedaron en la NFC Oeste debido posiblemente a rivalidades clásicas de los Cowboys con los otros 3 equipos de la NFC Este (particularmente con Washington), y los Rams con los San Francisco 49ers en el oeste.
Los equipos de la NFC Este combinados tienen 23 apariciones en el Super Bowl y 14 victorias, la última de los Eagles en la temporada 2024, la mayor marca para una división de la NFL. Algunos analistas deportivos consideran a la NFC Este como la mejor división de la NFL en los últimos años.

## Campeones de división
| Temp. | Equipo              | Marca  | Resultados en playoffs              |
| ----- | ------------------- | ------ | ----------------------------------- |
| 1970  | Dallas Cowboys      | 10-4-0 | Perdió el Super Bowl V              |
| 1971  | Dallas Cowboys      | 11-3-0 | Ganó el Super Bowl VI               |
| 1972  | Washington Redskins | 11-3-0 | Perdió el Super Bowl VII            |
| 1973  | Dallas Cowboys      | 10-4-0 | Perdió el Campeonato de la NFC      |
| 1974  | St. Louis Cardinals | 10-4-0 | Perdió en los playoffs divisionales |
| 1975  | St. Louis Cardinals | 11-3-0 | Perdió en los playoffs divisionales |
| 1976  | Dallas Cowboys      | 11-3-0 | Perdió en los playoffs divisionales |
| 1977  | Dallas Cowboys      | 12-2-0 | Ganó el Super Bowl XII              |
| 1978  | Dallas Cowboys      | 12-4-0 | Perdió el Super Bowl XIII           |
| 1979  | Dallas Cowboys      | 11-5-0 | Perdió en los playoffs divisionales |
| 1980  | Philadelphia Eagles | 12-4-0 | Perdió el Super Bowl XV             |
| 1981  | Dallas Cowboys      | 12-4-0 | Perdió el Campeonato de la NFC      |
| 1982  | Washington Redskins | 8-1-0  | Ganó el Super Bowl XVII             |
| 1983  | Washington Redskins | 14-2-0 | Perdió la Super Bowl XVIII          |
| 1984  | Washington Redskins | 11-5-0 | Perdió en los playoffs divisionales |
| 1985  | Dallas Cowboys      | 10-6-0 | Perdió en los playoffs divisionales |
| 1986  | New York Giants     | 14-2-0 | Ganó el Super Bowl XXI              |
| 1987  | Washington Redskins | 11-4-0 | Ganó el Super Bowl XXII             |
| 1988  | Philadelphia Eagles | 10-6-0 | Perdió en los playoffs divisionales |
| 1989  | New York Giants     | 12-4-0 | Perdió en los playoffs divisionales |
| 1990  | New York Giants     | 13-3-0 | Ganó el Super Bowl XXV              |
| 1991  | Washington Redskins | 14-2-0 | Ganó el Super Bowl XXVI             |
| 1992  | Dallas Cowboys      | 13-3-0 | Ganó el Super Bowl XXVII            |
| 1993  | Dallas Cowboys      | 12-4-0 | Ganó el Super Bowl XXVIII           |
| 1994  | Dallas Cowboys      | 12-4-0 | Perdió el Campeonato de la NFC      |
| 1995  | Dallas Cowboys      | 12-4-0 | Ganó el Super Bowl XXX              |
| 1996  | Dallas Cowboys      | 10-6-0 | Perdió en los playoffs divisionales |
| 1997  | New York Giants     | 10-5-1 | Perdió en la ronda Wild Card        |
| 1998  | Dallas Cowboys      | 10-6-0 | Perdió en la ronda Wild Card        |
| 1999  | Washington Redskins | 10-6-0 | Perdió en los playoffs divisionales |
| 2000  | New York Giants     | 12-4-0 | Perdió el Super Bowl XXXV           |

| Temp. | Equipo                   | Marca  | Resultados en playoffs              |
| ----- | ------------------------ | ------ | ----------------------------------- |
| 2001  | Philadelphia Eagles      | 11-5-0 | Perdió el Campeonato de la NFC      |
| 2002  | Philadelphia Eagles      | 12-4-0 | Perdió el Campeonato de la NFC      |
| 2003  | Philadelphia Eagles      | 12-4-0 | Perdió el Campeonato de la NFC      |
| 2004  | Philadelphia Eagles      | 13-3-0 | Perdió el Super Bowl XXXIX          |
| 2005  | New York Giants          | 11-5-0 | Perdió en la ronda Wild Card        |
| 2006  | Philadelphia Eagles      | 10-6-0 | Perdió en los playoffs divisionales |
| 2007  | Dallas Cowboys           | 13-3-0 | Perdió en los playoffs divisionales |
| 2008  | New York Giants          | 12-4-0 | Perdió en los playoffs divisionales |
| 2009  | Dallas Cowboys           | 11-5-0 | Perdió en los playoffs divisionales |
| 2010  | Philadelphia Eagles      | 10-6-0 | Perdió en la ronda Wild Card        |
| 2011  | New York Giants          | 9-7-0  | Ganó el Super Bowl XLVI             |
| 2012  | Washington Redskins      | 10-6-0 | Perdió en la ronda Wild Card        |
| 2013  | Philadelphia Eagles      | 10-6-0 | Perdió en la ronda Wild Card        |
| 2014  | Dallas Cowboys           | 12-4-0 | Perdió en los playoffs divisionales |
| 2015  | Washington Redskins      | 9-7-0  | Perdió en la ronda Wild Card        |
| 2016  | Dallas Cowboys           | 13-3-0 | Perdió en los playoffs divisionales |
| 2017  | Philadelphia Eagles      | 13-3-0 | Ganó el Super Bowl LII              |
| 2018  | Dallas Cowboys           | 10-6-0 | Perdió en los playoffs divisionales |
| 2019  | Philadelphia Eagles      | 9-7-0  | Perdió en la ronda Wild Card        |
| 2020  | Washington Football Team | 7-9-0  | Perdió en la ronda Wild Card        |
| 2021  | Dallas Cowboys           | 12-5-0 | Perdió en la ronda Wild Card        |
| 2022  | Philadelphia Eagles      | 14-3-0 | Perdió el Super Bowl LVII           |
| 2023  | Dallas Cowboys           | 12-5-0 | Perdió en la ronda Wild Card        |
| 2024  | Philadelphia Eagles      | 14-3-0 | Ganó el Super Bowl LIX              |

## Clasificados a los playoffs vía Wild Card
| Temp.    | Equipo                                  | Marca        | Resultado en los playoffs                                                 |
| -------- | --------------------------------------- | ------------ | ------------------------------------------------------------------------- |
| NFC Este |                                         |              |                                                                           |
| 1971     | Washington Redskins                     | 10-4-0       | Perdió en los playoffs divisionales.                                      |
| 1972     | Dallas Cowboys                          | 10-4-0       | Perdió el Campeonato de la NFC.                                           |
| 1973     | Washington Redskins                     | 10-4-0       | Perdió en los playoffs divisionales.                                      |
| 1974     | Washington Redskins                     | 10-4-0       | Perdió en los playoffs divisionales.                                      |
| 1975     | Dallas Cowboys                          | 10-4-0       | Perdió la Super Bowl X                                                    |
| 1976     | Washington Redskins                     | 10-4-0       | Perdió en los playoffs divisionales.                                      |
| 1978     | Philadelphia Eagles                     | 9-7-0        | Perdió en la ronda Wild Card.                                             |
| 1979     | Philadelphia Eagles                     | 11-5-0       | Perdió en los playoffs divisionales.                                      |
| 1980     | Dallas Cowboys                          | 12-4-0       | Perdió el Campeonato de la NFC.                                           |
| 1981     | New York Giants Philadelphia Eagles     | 10-6-0 9-7-0 | Perdió en la ronda Wild Card. Perdió en los playoffs divisionales.        |
| 1982     | Dallas Cowboys St. Louis Cardinals      | 6-3-0 5-4-0  | Perdió el Campeonato de la NFC. Perdió en la primera ronda                |
| 1983     | Dallas Cowboys                          | 12-4-0       | Perdió en la ronda Wild Card.                                             |
| 1984     | New York Giants                         | 9-7-0        | Perdió en los playoffs divisionales.                                      |
| 1985     | New York Giants                         | 10-6-0       | Perdió en los playoffs divisionales.                                      |
| 1986     | Washington Redskins                     | 12-4-0       | Perdió el Campeonato de la NFC.                                           |
| 1989     | Philadelphia Eagles                     | 11-5-0       | Perdió en la ronda Wild Card.                                             |
| 1990     | Washington Redskins Philadelphia Eagles | 10-6-0       | Perdió en los playoffs divisionales. Perdió en la Ronda Wild Card.        |
| 1991     | Dallas Cowboys                          | 11-5-0       | Perdió en los playoffs divisionales.                                      |
| 1992     | Philadelphia Eagles Washington Redskins | 10-6-0 9-7-0 | Perdió en los playoffs divisionales. Perdió en los playoffs divisionales. |

| Temp. | Equipo                              | Marca        | Resultado en los playoffs                                               |
| ----- | ----------------------------------- | ------------ | ----------------------------------------------------------------------- |
| 1993  | New York Giants                     | 11-5-0       | Perdió en los playoffs divisionales.                                    |
| 1995  | Philadelphia Eagles                 | 10-6-0       | Perdió en los playoffs divisionales.                                    |
| 1996  | Philadelphia Eagles                 | 10-6-0       | Perdió en la ronda Wild Card.                                           |
| 1998  | Arizona Cardinals                   | 9-7-0        | Perdió en los playoffs divisionales.                                    |
| 1999  | Dallas Cowboys                      | 8-8-0        | Perdió en la ronda Wild Card                                            |
| 2000  | Philadelphia Eagles                 | 11-5-0       | Perdió en los playoffs divisionales.                                    |
| 2002  | New York Giants                     | 10-6-0       | Perdió en la ronda Wild Card                                            |
| 2003  | Dallas Cowboys                      | 10-6-0       | Perdió en la ronda Wild Card                                            |
| 2005  | Washington Redskins                 | 10-6-0       | Perdió en los playoffs divisionales                                     |
| 2006  | Dallas Cowboys New York Giants      | 9-7-0 8-8-0  | Perdió en la ronda Wild Card Perdió en la ronda Wild Card.              |
| 2007  | New York Giants Washington Redskins | 10-6-0 9-7-0 | Ganó el Super Bowl XLII Perdió en la ronda Wild Card.                   |
| 2008  | Philadelphia Eagles                 | 9-6-1        | Perdió el Campeonato de la NFC.                                         |
| 2009  | Philadelphia Eagles                 | 11-5-0       | Perdió en la ronda Wild Card.                                           |
| 2016  | New York Giants                     | 11-5-0       | Perdió en la ronda Wild Card.                                           |
| 2018  | Philadelphia Eagles                 | 9-7-0        | Perdió en los playoffs divisionales                                     |
| 2021  | Philadelphia Eagles                 | 9-8-0        | Perdió en la ronda Wild Card.                                           |
| 2022  | Dallas Cowboys New York Giants      | 12-5-0 9-7-1 | Perdió en los playoffs divisionales Perdió en los playoffs divisionales |
| 2023  | Philadelphia Eagles                 | 11-6-0       | Perdió en la ronda Wild Card.                                           |
| 2024  | Washington Commanders               | 12-5-0       | Perdió el Campeonato de la NFC.                                         |

## Resultados en los playoffs desde 1967
Estadísticas actualizadas hasta la temporada 2024.
| Equipo                | Títulos de división | Apariciones en Playoffs | Apariciones en Super Bowl                   | Victorias en Super Bowl         | Temporadas campeonatos divisionales |
| --------------------- | ------------------- | ----------------------- | ------------------------------------------- | ------------------------------- | --- |
| Dallas Cowboys        | 25                  | 35                      | 8 (V, VI, X, XII, XIII, XXVII, XXVIII, XXX) | 5 (VI, XII, XXVII, XXVIII, XXX) | 1967, 1968, 1969, 1970, 1971, 1973, 1976, 1977, 1978, 1979, 1981, 1985, 1992, 1993, 1994, 1995, 1996, 1998, 2007, 2009, 2014, 2016, 2018, 2021, 2023 |
| Philadelphia Eagles   | 13                  | 25                      | 5 (XV, XXXIX, LII, LVII, LIX)               | 2 (LII, LIX)                    | 1980, 1988, 2001, 2002, 2003, 2004, 2006, 2010, 2013, 2017, 2019, 2022, 2024                                                                         |
| Washington Commanders | 9                   | 20                      | 5 (VII, XVII, XVIII, XXII, XXVI)            | 3 (XVII, XXII, XXVI)            | 1972, 1983, 1984, 1987, 1991, 1999, 2012, 2015, 2020                                                                                                 |
| New York Giants       | 8                   | 16                      | 5 (XXI, XXV, XXXV, XLII, XLVI)              | 4 (XXI, XXV, XLII, XLVI)        | 1986, 1989, 1990, 1997, 2000, 2005, 2008, 2011 |
| Arizona Cardinals     | 2                   | 4                       | 0                                           | 0                               | 1974, 1975 |

- Cardinals dejaron la división en 2001
- No incluye los campeonatos divisionales entre 1933 y 1966